# Malvaviscus penduliflorus
Malvaviscus penduliflorus es una especie de árbol perteneciente a la familia de las malváceas, se encuentra en Norteamérica, Centroamérica y Sudamérica. Es conocido en Latinoamérica como falso hibisco, hibisco, hibisco colibrí (por la capacidad para atraer a este animal) o farolito.

## Descripción
Es un arbusto que alcanza los 1–3 m de alto; los tallos esparcidamente pubescentes con los tricomas recurvados, o glabrescentes. La hojas lanceoladas u ovadas, agudas o acuminadas en el ápice, truncadas en la base, glabrescentes. Las flores son péndulas, solitarias en las axilas o agrupadas apicalmente, con pedicelos de 2–4 cm de largo,  bractéolas del calículo, espatuladas, iguales al cáliz o más cortas, ciliadas en los márgenes; cáliz de 15–18 mm de largo, ápices de los lobos ciliados, de lo contrario glabro, con frecuencia amarillento con nervios obscuros; los pétalos generalmente de 6 cm de largo; androceo igual a la corola o algo exerto, glabro, 25 anteras, subsésiles, moradas. Frutos desconocidos.
En Cuba se le conoce cómo "Pasiflora"

## Sinonimia
- Malvaviscus arboreus subsp. penduliflorus (DC.) Hadač
- Malvaviscus arboreus var. longifolius Schery
- Malvaviscus arboreus var. penduliflorus (DC.) Schery
- Malvaviscus longifolius (A.St.-Hil.) Spach
- Malvaviscus longifolius Garcke[2]

## Galería

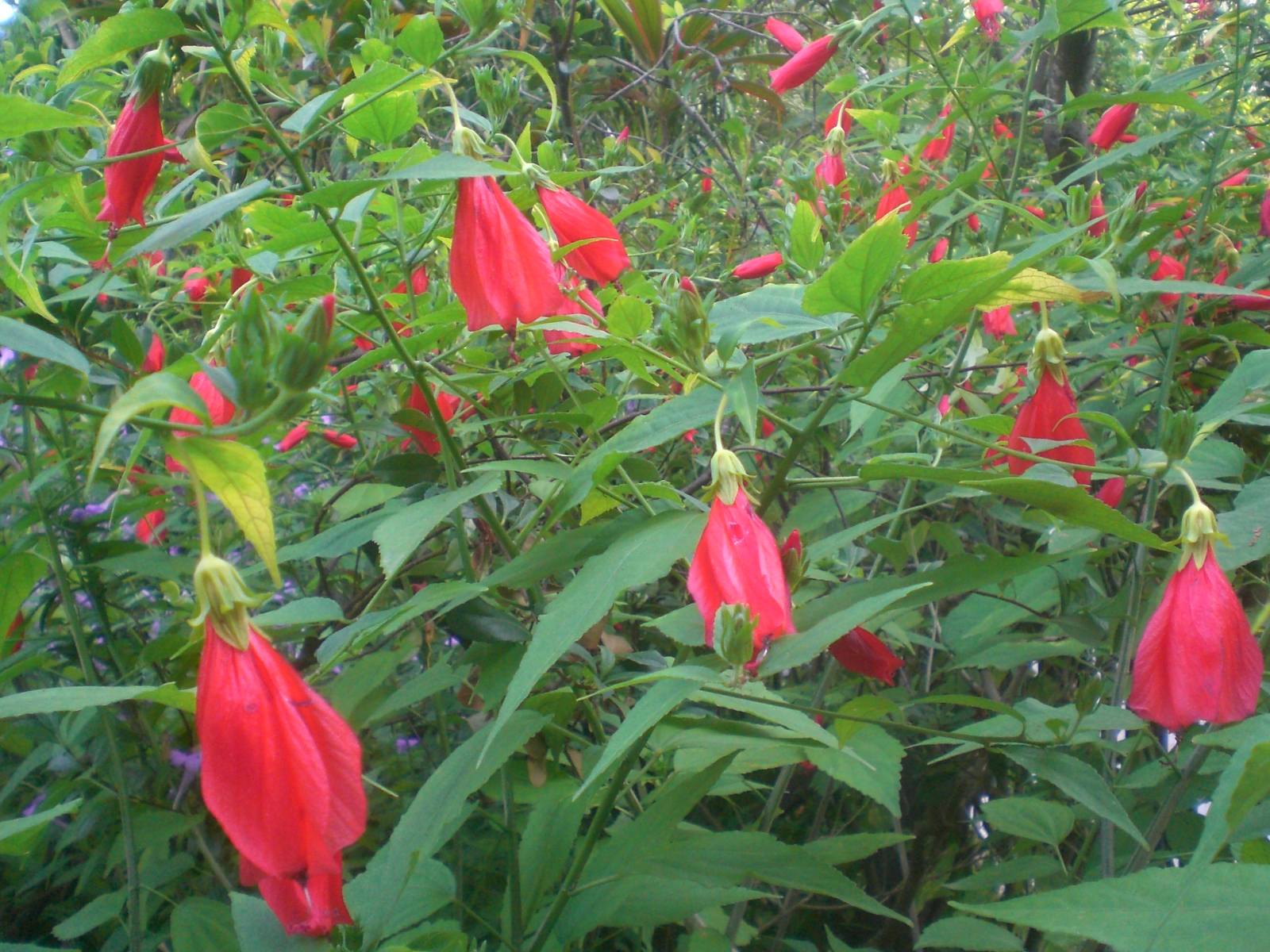
Planta con flores
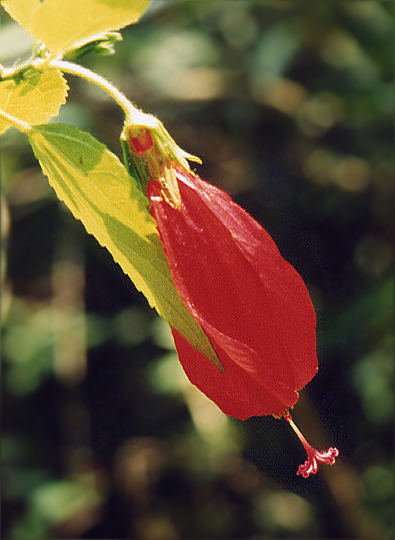
Flor
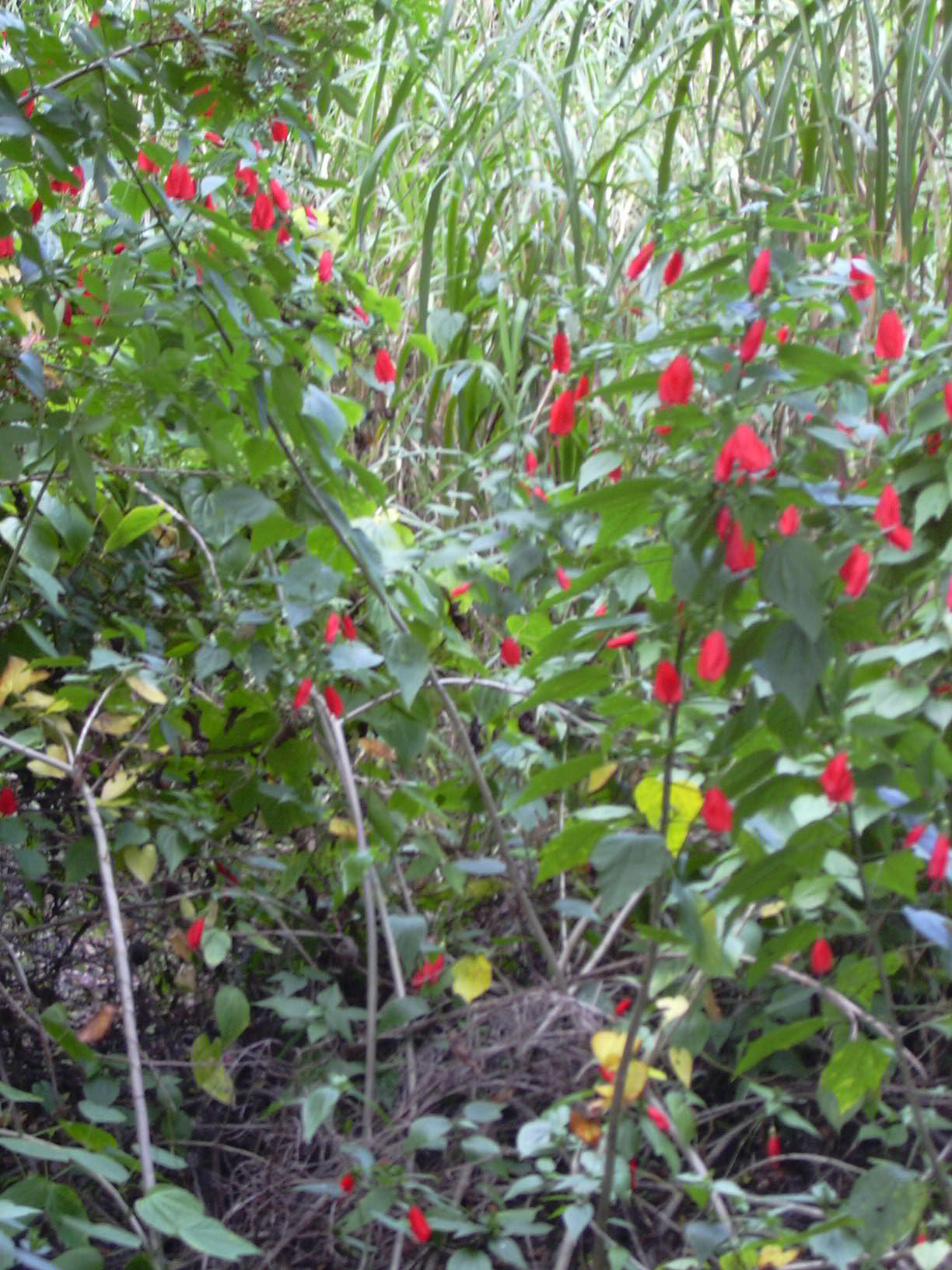
Arbusto
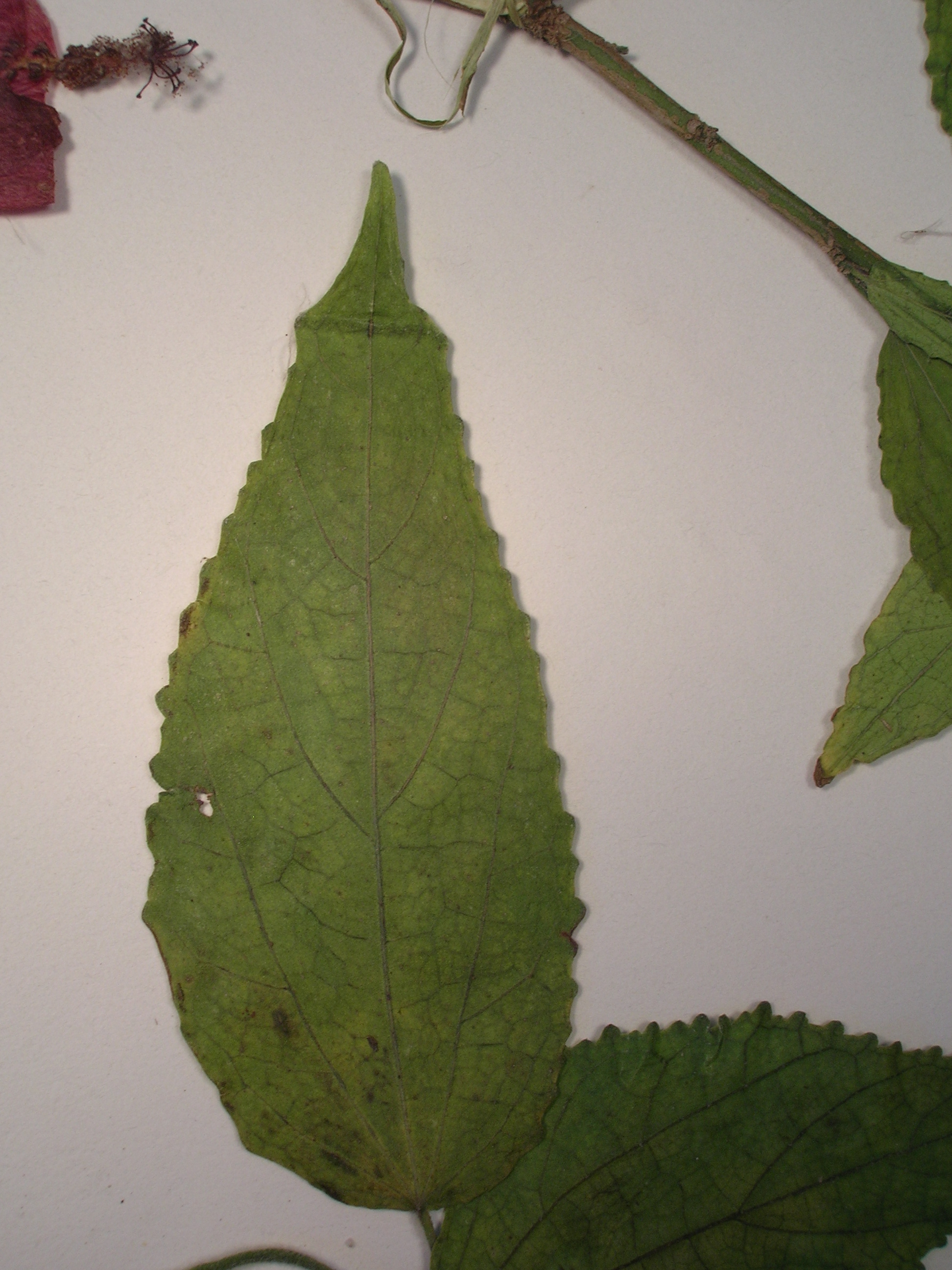
Hoja